# Stanza
“STANZA” – український рок-гурт, створений у 2009 році музикантами з міста Хмельницький, який грає в стилі modern rock, melodic hard. У перекладі з англійської “stanza” значить “строфа”, “куплет”.

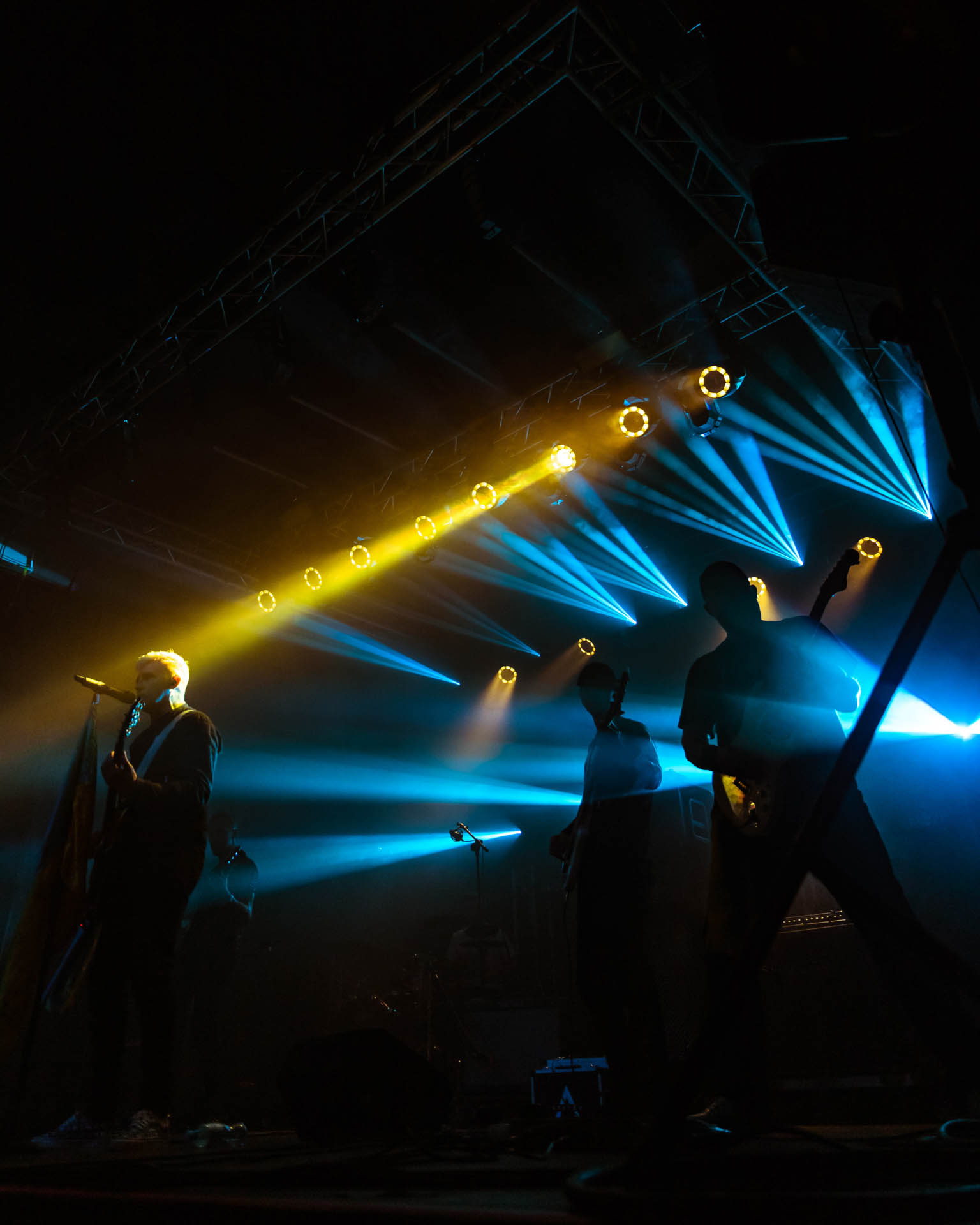
Stanza 2022 JarmarockFest Poland Gdansk

## Склад гурту

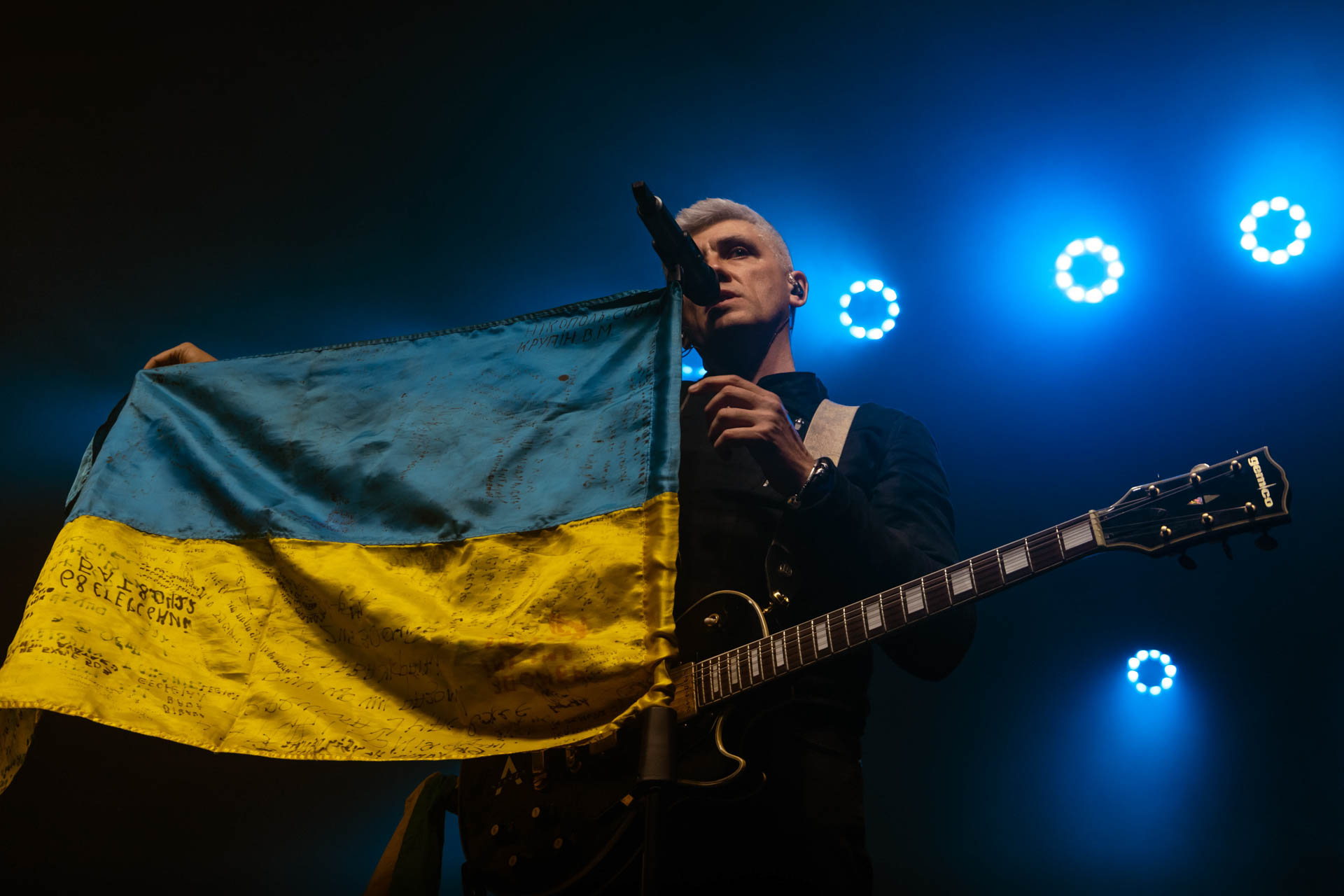
Stanza 2022 JarmarockFest Poland Gdansk

Андрій Журба – спів, акустична гітара
В’ячеслав Сокало – гітара, бек-вокал
Володимир Лапшин – бас-гітара
Дмитро Довгань – клавішні
Олександр Чагайна – барабани

## Дискографія

### Дыхание («MOON Records», 2010)
1. День и ночь
2. Птица
3. Два шага до весны
4. Ангел
5. Пьеса
6. Сердце
7. Ты не один
8. Долгая ночь
9. Прелюдия любви
10. Наше над нами солнце
11. Ти підвелася з колін
12. Мокрые улицы
13. Слёзы солнца

## Кліпи
«Пьеса» (2010)

## Статті
- Подвійна презентація від гурту “STANZA”[недоступне посилання з лютого 2019]
- Группа “STANZA” – свежее “дыхание” украинского рока[недоступне посилання з лютого 2019]
- Гітарист з Хмельницького – один з найкращих на Міжнародному фестивалі
- «STANZA» готує нові сингли та відео
- "STANZA" - 5 чувств музыки
- Группа Stanza готовит к выходу новый альбом [Архівовано 29 березня 2010 у Wayback Machine.]